# Chicjá
Chicjá är en ort i Mexiko.   Den ligger i kommunen San Juan Cancuc och delstaten Chiapas, i den sydöstra delen av landet, 800 km öster om huvudstaden Mexico City. Chicjá ligger 897 meter över havet och antalet invånare är 415.
Terrängen runt Chicjá är kuperad åt sydost, men åt nordväst är den bergig. Runt Chicjá är det ganska tätbefolkat, med 75 invånare per kvadratkilometer. Närmaste större samhälle är Pantelhó, 13,0 km nordväst om Chicjá. I omgivningarna runt Chicjá växer i huvudsak städsegrön lövskog.